# تور آرنه هتلاند
تور آرنه هتلاند (بالنرويجية البوكمول: Tor-Arne Hetland)‏ هو متزحلق نرويجي، ولد في 12 يناير 1974 في ستافانغر في النرويج.

## وصلات خارجية
- تور آرنه هتلاند على موقع الاتحاد الدولي للتزلج (التزلج الريفي) (الإنجليزية)
- تور آرنه هتلاند على موقع اللجنة الأولمبية الدولية (الإنجليزية)
- تور آرنه هتلاند على موقع أوليمبيديا (الإنجليزية)
- تور آرنه هتلاند على موقع IMDb (الإنجليزية)